# Бродовський Богдан Віталійович
Богда́н Віта́лійович Бродо́вський (17 квітня 1984, м. Гайсин, нині Україна — 5 липня 2021, зона ООС) — український військовослужбовець (майор). Орден Богдана Хмельницького III ступеня (2021).

## Життєпис
У 2002 році вступив на строкову службу, потім підписав контракт зі Збройними силами України. Закінчив Національний університет «Львівська Політехніка» (2009). Від 2014 року обійняв посаду начальника продовольчої служби окремої механізованої бригади «Холодний Яр».
Пройшов Іловайськ, був на шахті «Бутівка», в Авдіївці, у Пісках у 2014‒2015 роках. У 2017 році перевівся до корпусу резерву, наступного року звільнився з лав ЗСУ. У 2019 році повернувся в окрему механізовану бригаду резерву, а у 2021 році знов долучився до «холодноярців» на посаді заступника начальника тилу логістики.
Загинув 5 липня 2021 року у зоні ООС. Поховали воїна в селі Вільному Дніпропетровської області.
Залишилися у героя мама, рідний брат, дружина та четверо дітей.

## Нагороди і вшанування
- Указом Президента України № 371/2021 від 18 серпня 2021 року посмертно нагороджений орденом Богдана Хмельницького III ступеня